# Aage Frandsen (gymnast)
Aage Valdemar Harald Frandsen (født 18. oktober 1890 i København, død 24. marts 1968 smst.) var en dansk gymnast, som deltog i OL 1920.

## Gymnastikkarriere
Sammen med 19 andre danske deltagere deltog han i holdgymnastik efter frit system ved OL 1920 i Antwerpen. Kun to nationer stillede op, og Danmark fik 51,35 point på førstepladsen, mens Norge vandt sølv med 48,55 point.
Aage Frandsen medvirkede i en enkelt film, idet han havde en mindre rolle i Bag filmens kulisser (1923).